# Luiz Revite
Luiz Rodrigo Revite (ur. 13 kwietnia 1987) – brazylijski judoka.
Uczestnik mistrzostw świata w 2013 i drugi w drużynie w 2012. Startował w Pucharze Świata w latach 2009-2016. Srebrny medalista igrzysk Ameryki Południowej w 2010. Brązowy medalista mistrzostw panamerykańskich w 2011. Trzeci na uniwersjadzie w 2013 w drużynie, a także igrzyskach Luzofonii w 2009. Dwukrotnie na podium mistrzostw Ameryki Południowej.